# اسفنج (ابزار)
|                                                                         |  |  |
| از راست به چپ اسفنج طبیعی برای فروش در چین و اسفنج مصنوعی مخصوص ظرف‌شویی |  |  |

اسفنج که در فارسیِ به‌خصوص ایران به اسکاچ (و اسکاج) نیز معروف است، ماده‌ای است اسفنجی‌شکل و بسیار متخلخل از جنس پلی یورتان که برای شستن ظروف و پاک‌کردن سطوح مختلف از آن استفاده می‌شود. این ماده در آشپزخانه کاربرد زیادی دارد. 
در قدیم نیز پزشکان برای بیهوشی استنشاقی، محلول تریاک و آب شوکران و مواد دیگر را بر روی اسفنج، که به اسفنج خواب معروف بوده‌است، می ریختند.
واژه اسفنج esfang یا اسپنج espang در فارسی قرابت زیادی به واژه  Sponge در انگلیسی و éponge در فرانسه دارد. 

## نگارخانه

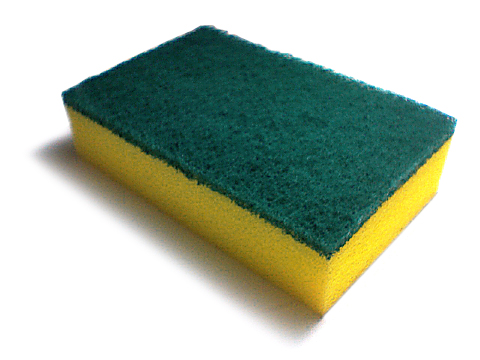
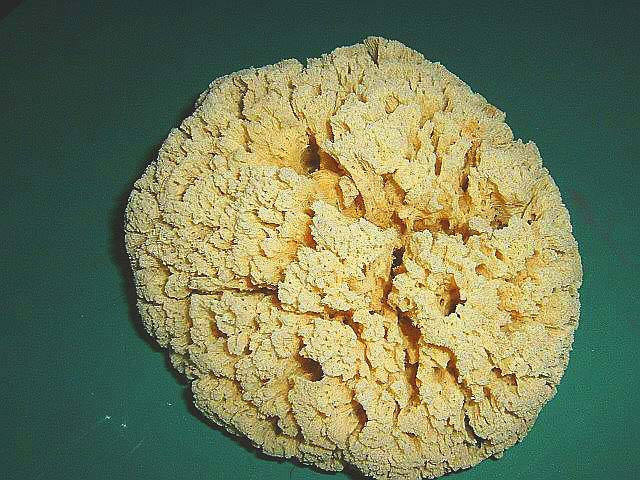